# Верхний Рук
Верхний Рук (или Верхний Рок, осет. Уæллаг Рукъ, груз. ზემო როკა, Земо-Рока) — село в Закавказье, расположено в Дзауском районе Южной Осетии, фактически контролирующей его; согласно юрисдикции Грузии — в Джавском муниципалитете.
Село находится к югу от Рокского туннеля, соединяющего Северную и Южную Осетии. Является частью сельского поселения (цепочки селений) Рук, наряду с расположенными южнее сёлами Средний Рук и Нижний Рук.

## Население
Село населено этническими осетинами. В 1987 году — 30 жителей.

## Топографическая карта
Лист карты K-38-53 пер. Крестовый. Масштаб: 1 : 100 000. Состояние местности на 1987 год. Издание 1989 г.